# Akira Schmid
Pour les articles homonymes, voir Schmid.
Akira Schmid (né le 12 mai 2000 à Berne en Suisse) est un joueur professionnel suisse de hockey sur glace. Il évolue au poste de gardien de but.

## Biographie

### Carrière en club
Formé au SCL Tigers, il joue son premier match senior en 2018 dans la National League. Il est choisi au cinquième tour, en 136e position par les Devils du New Jersey lors du repêchage d'entrée dans la LNH 2017. Il part alors en Amérique du Nord et évolue pendant trois ans dans les ligues juniors de la Ligue de hockey de l'Ouest, la NAHL et l'USHL.
Il passe professionnel en 2021 dans la Ligue américaine de hockey avec les Comets d'Utica, club-école des Devils du New Jersey. Le 11 décembre 2021, il joue son premier match dans la Ligue nationale de hockey avec les Devils face aux Islanders de New York.
Le 25 février 2023, il enregistre son premier blanchissage lors d'une victoire 7-0 contre les Flyers de Philadelphie.
Le 22 avril 2023, alors que les Devils sont menés deux victoires à zéro par les Rangers de New York lors du premier tour des séries éliminatoires de la Coupe Stanley 2023, Lindy Ruff décide de titulariser Akira Schmid en remplacement du titulaire habituel Vítek Vaněček. New Jersey l'emporte 2-1 en prolongations avant de remporter la série quatre victoires à trois avec Schmid devant les filets. Le suisse réalise deux blanchissages dont un lors du septième match décisif.

### Carrière internationale
Il représente la Suisse en sélections jeunes.

## Statistiques
| Saison    | Équipe                      | Ligue |    | Saison régulière | Saison régulière | Saison régulière | Saison régulière | Saison régulière | Saison régulière | Saison régulière | Saison régulière | Saison régulière | Saison régulière  |                   | Séries éliminatoires | Séries éliminatoires | Séries éliminatoires | Séries éliminatoires | Séries éliminatoires | Séries éliminatoires | Séries éliminatoires | Séries éliminatoires | Séries éliminatoires |
| Saison    | Équipe                      | Ligue | PJ | V                | D                | Pr/N             | Min              | BC               | Moy              | % Arr            | Bl               | Pun              | PJ                | V                 | D                    | Min                  | BC                   | Moy                  | % Arr                | Bl                   | Pun                  |                      |                      |
| 2021-2022 | Devils du New Jersey        | LNH   | 6  | 0                | 4                | 0                | 236              | 19               | 4,83             | 83,3             | 0                | 0                | -                 | -                 | -                    | -                    | -                    | -                    | -                    | -                    | -                    |                      |                      |
| 2021-2022 | Comets d'Utica              | LAH   | 38 | 22               | 8                | 5                | 2 167            | 94               | 2,60             | 91,1             | 2                | 4                | 1                 | 0                 | 1                    | 62                   | 4                    | 3,89                 | 89,5                 | 0                    | 0                    |                      |                      |
| 2022-2023 | Devils du New Jersey        | LNH   | 18 | 9                | 5                | 2                | 901              | 32               | 2,13             | 92,2             | 1                | 0                | 9                 | 4                 | 4                    | 460                  | 18                   | 2,35                 | 92,1                 | 2                    | 0                    |                      |                      |
| 2022-2023 | Comets d'Utica              | LAH   | 23 | 11               | 7                | 4                | 1 349            | 59               | 2,62             | 90,5             | 2                | 0                | -                 | -                 | -                    | -                    | -                    | -                    | -                    | -                    | -                    |                      |                      |
| 2023-2024 | Devils du New Jersey        | LNH   | 19 | 5                | 9                | 1                | 914              | 48               | 3,15             | 89,5             | 0                | 2                | -                 | -                 | -                    | -                    | -                    | -                    | -                    | -                    | -                    |                      |                      |
| 2023-2024 | Comets d'Utica              | LAH   | 23 | 9                | 8                | 5                | 1 353            | 69               | 3,06             | 89,4             | 1                | 0                | -                 | -                 | -                    | -                    | -                    | -                    | -                    | -                    | -                    |                      |                      |
| 2024-2025 | Golden Knights de Vegas     | LNH   | 5  | 2                | 0                | 1                | 238              | 5                | 1,26             | 94,4             | 0                | 0                | Saison en cours ? | Saison en cours ? | Saison en cours ?    | Saison en cours ?    | Saison en cours ?    | Saison en cours ?    | Saison en cours ?    | Saison en cours ?    | Saison en cours ?    | Saison en cours ?    |                      |
| 2024-2025 | Silver Knights de Henderson | LAH   | 30 | 9                | 18               | 3                | 1 762            | 105              | 3,58             | 88,6             | 0                | 0                | -                 | -                 | -                    | -                    | -                    | -                    | -                    | -                    | -                    |                      |                      |

## Trophées et honneurs personnels

### USHL
- 2018-2019 : nommé dans la troisième équipe des étoiles.
- 2020-2021 : nommé meilleur gardien.
- 2020-2021 : nommé dans la première équipe des étoiles.